# Louis-Henri Obin
Louis-Henri Obin (Villeneuve-d'Ascq, 4 d'agost de 1820 - París, 9 de novembre de 1895) fou un cantant d'òpera i professor de cant.
Després de cursar estudis en el conservatori de París, debutà en l'Acadèmia Reial de Música el 1844 amb el paper de Brabantio de l'Otello. El 1858 creà un rol en l'òpera d'Auber L'Enfant prodigue, i des de llavors adquirí molta popularitat en els rols de diferents òperes, com ara Mosè in Egitto, Don Giovanni, L'Africana, etc. Retirant-se del teatre el 1869 amb una pensió de 5.000 francs.
El 1871 substituí a Nicolas-Prosper Levasseur com a professor de declamació en el Conservatori de París on va tenir entre altres alumnes al matrimoni de cantants Escalais-Lureau, aconseguint el retir el 1889. A partir de 1880 va pertànyer a la Legió d'Honor.